# Acalypha marginata
Acalypha marginata é uma espécie de flor do gênero Acalypha, pertencente à família Euphorbiaceae.